# Cea
Cea és un municipi de la província de Lleó a la comunitat autònoma de Castella i Lleó. Forma part de la comarca de Sahagún. Està compost pels nuclis de Bustillo de Cea, Cea, Saelices del Rio i San Pedro de Valderaduey. Limita amb Villaselán, Villazanzo de Valderaduey, Santervás de la Vega, Sahagún, Villamol, i Santa María del Monte de Cea.
Entre els llocs turístics, destaca el Castell, Campo-río presidit pel pont del segle xii, el riu i la zona de bany, l'Alto de San Miguel o les fonts/caños.

## Demografia
| 1991 | 1996 | 2001 | 2004 |
| ---- | ---- | ---- | ---- |
| 862  | 787  | 693  | 634  |